# 캐서린 윌리스
캐서린 윌리스(Katherine Willis, 1971년 5월 2일 ~ )는 미국의 배우이다.

## 출연 작품
- 바이 더 다크 오브 나이트 (2019)
- 머큐리 플레인스 (2015)
- 딜리버런스 크리크 (2014)
- This Is Where We Live (2013)
- 시너 (2012)
- 더 커스 오브 바빌론 (2011)
- 딥 인 더 하트 (2011)
- 카블루이 (2007)
- 프라이데이 나잇 라이츠 (2006)
- 인퍼머스 (2006)
- 쓰리 와이즈 가이즈 (2005, Three Wise Guys)
- 무모한 도전 (2005)
- 프라이데이 나잇 라이트 (2004)
- 데이비드 게일 (2003)
- 패컬티 (1998)
- 에스케이프 48 (1995)